# تو تنها نیستی (فیلم ۲۰۱۴)
تو تنها نیستی (به انگلیسی: You're Not You) یک فیلم درام آمریکایی به کارگردانی جورج سی ولف و نویسندگی شانا فست و جردن رابرتز محصول سال ۲۰۱۴ است که بر اساس رمانی به همین نام نوشته میشل ویلجن در سال ۲۰۰۶ ساخته شده‌است. در این فیلم هیلاری سوانک، امی رسوم و جاش دوهامل به ایفای نقش می‌پردازند.

## خلاصه داستان
داستان فیلم در مورد پیانیستِ کلاسیکی است که با بیماری نورون حرکتی دست و پنجه نرم می‌کند و پس از مدتی، یک دانشجوی بلندهمت مراقب از او را به عهده می‌گیرد که…

## انتشار
این فیلم توسط انترتینمنت وان در آمریکای شمالی توزیع شد و در ۱۰ اکتبر ۲۰۱۴ در اکران محدود اکران شد و از ۵ اکران ۱۱٫۴۸۶ دلار فروخت. در ۱۳ آوریل ۲۰۱۵ بر روی دی‌وی‌دی منتشر شد.
این فیلم در ۲۷ اوت ۲۰۱۵ در ایتالیا اکران شد و با مجموع فروش ۱۵۳٫۸۹۲ دلار در آخر هفته افتتاحیه خود در جایگاه پنجم قرار گرفت.
این فیلم در طول اکران محدود خود ۱۱٫۴۸۶ دلار و در سراسر جهان ۸۹۴٫۹۶۴ دلار فروخت.

## بازخوردها
- در راتن تومیتوز، این فیلم بر اساس رای ۲۳ منتقد، ۴۸٪ محبوبیت دارد، با میانگین امتیاز ۵٫۶ از ۱۰. اجماع انتقادی این سایت می‌گوید: «علی‌رغم بهترین تلاش‌های دو رهبر زن با استعداد، تو تنها نیستی، اقتباس رضایت‌بخشی از مطالب منبع آن نیست».[۴]
- در متاکریتیک، فیلم بر اساس رای ۸ منتقد، میانگین وزنی ۵۶ از ۱۰۰ امتیاز را دارد که نشان‌دهنده «بررسی‌های مختلط یا متوسط» است.[۵]